# Škržni lok
Škržni (branhialni) lok je eden od petih parnih embrionalnih obokov mezoderma nad škržnim črevesom, ki jih obdajajo zunaj škržne brazde, znotraj pa škržni žepi.

## Opis in razvoj
Med škržnimi žepi in brazdami je pet parov škržnih lokov: prvi, drugi, tretji, četrti in šesti, medtem ko peti par škržnih lokov največkrat manjka. Peti par se lahko pri razvoju človeškega zarodka pojavi le prehodno in nobena telesna struktura ne izvira iz njega.
Vsak škržni lok tvori v 3. tednu zarodkovega razvoja ogrodje iz mezenhima, ki izvira iz paraaksialnega mezoderma, v 4. tednu pa še iz celic nevralnega grebena. Ogrodje na zunanji strani pokriva površinski ektoderm, na notranji strani pa vrhnjica endodermalnega izvora. Iz mezoderma škržnih lokov izvira skeletna mišičnina obraza in vratu ter žilni endotelij, iz celic nevralnega grebena pa nastanejo kosti in vezivo obraza in vratu. Vsak škržni lok ima lastno mišično, hrustančno, živčno in arterijsko sestavo. Kamorkoli se selijo mišice, se selijo tudi možganski živci. Na koncu 4. tedna predstavlja center obraza ustna jamica, ki jo obdaja prvi par škržnih lokov. Sredi petega tedna je vidnih pet mezenhimskih izboklin na zarodku: dve mandibularni (prvi škržni lok) kavdalno od ustne jamice, dve maksilarni ob straneh ustne jamice (dorzalni del prvega škržnega loka) in čelničnonosna kranialno od ustne jamice.
| Škržni lok        | Izvirajoče mišice                                                                                               | Izvirajoče kosti | Živci                            | Arterije                                         |
| Prvi škržni lok   | žvečne mišice, sprednji del digastrične mišice, milohioidna mišica, napenjalka bobniča, napenjalka mehkega neba | Mandibularni izrastek vsebuje Mecklov hrustanec, ki sčasoma večinoma izgine, ostane ga le malo v dveh slušnih koščicah (kladivce, nakovalce). Iz mezenhima maksilarnega izrastka se razvijejo zgornja čeljustnica, ličnica in del senčnice. Spodnja čeljustnica nastane z direktno zakostenitvijo mezenhima, ki obkroža Mecklov hrustanec. | trivejni živec (V2 in V3)        | maksilarna arterija, zunanja vratna arterija     |
| Drugi škržni lok  | obrazne mišice, trobilka, platizma, stremenska mišica, stilohiloidna mišica, zdajšnji del digastrične mišice    | Iz hrustančevine drugega škržnega loka nastanejo stremence, stiloidni izrastek senčnice, stilohioidna vez, mali rog in zgornji del telesa podjezičnice. | obrazni živec (VII)              | stremenska artrija, hioidna arterija             |
| Tretji škržni lok | stilofaringealna mišica                                                                                         | Hrustančevino tretjega škržnega loka predstavlja spodnji del telesa in veliki rog podjezičnice. | jezičnožrelni živec (IX)         | skupna vratna arterija, notranja vratna arterija |
| Četrti škržni lok | krikotiroidna mišica, vse mišice, lastne mehkemu nebu, vključno z dvigalko mehkega neba                         | ščitasti hrustanec, hrustanec zgornjih obščitnic, epiglotisni hrustanec | klatež (X), zgornji grlni živec  | podključnična arterija, aortni lok               |
| Šesti škržni lok  | Vse mišice, lastne grlu razen krikotiroidne mišice                                                              | obročasti hrustanec, piramidni hrustanec, rožičkasti hrustanec (cartilago corniculata) | klatež (X), povratni grlni živec | pljučna arterija, arteriozni vod                 |